# Stand in the Schoolhouse Door

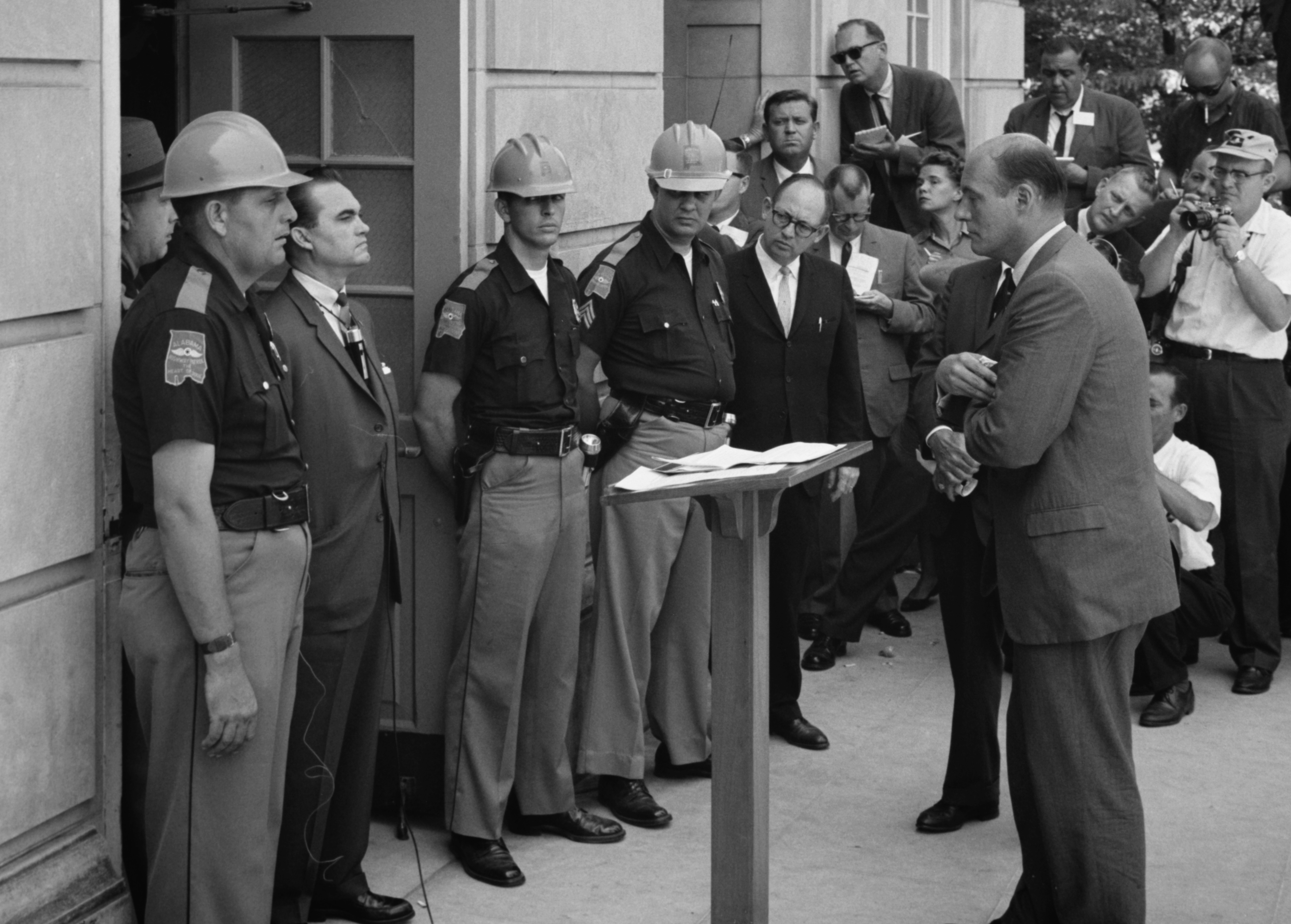
Bei seinem Versuch, die Integration von Afroamerikanern an der University of Alabama zu verhindern, stellte sich Gouverneur George Wallace in die Türe zum Foster Auditorium und wurde dort vom Deputy U.S. Attorney General Nicholas Katzenbach zur Rede gestellt.

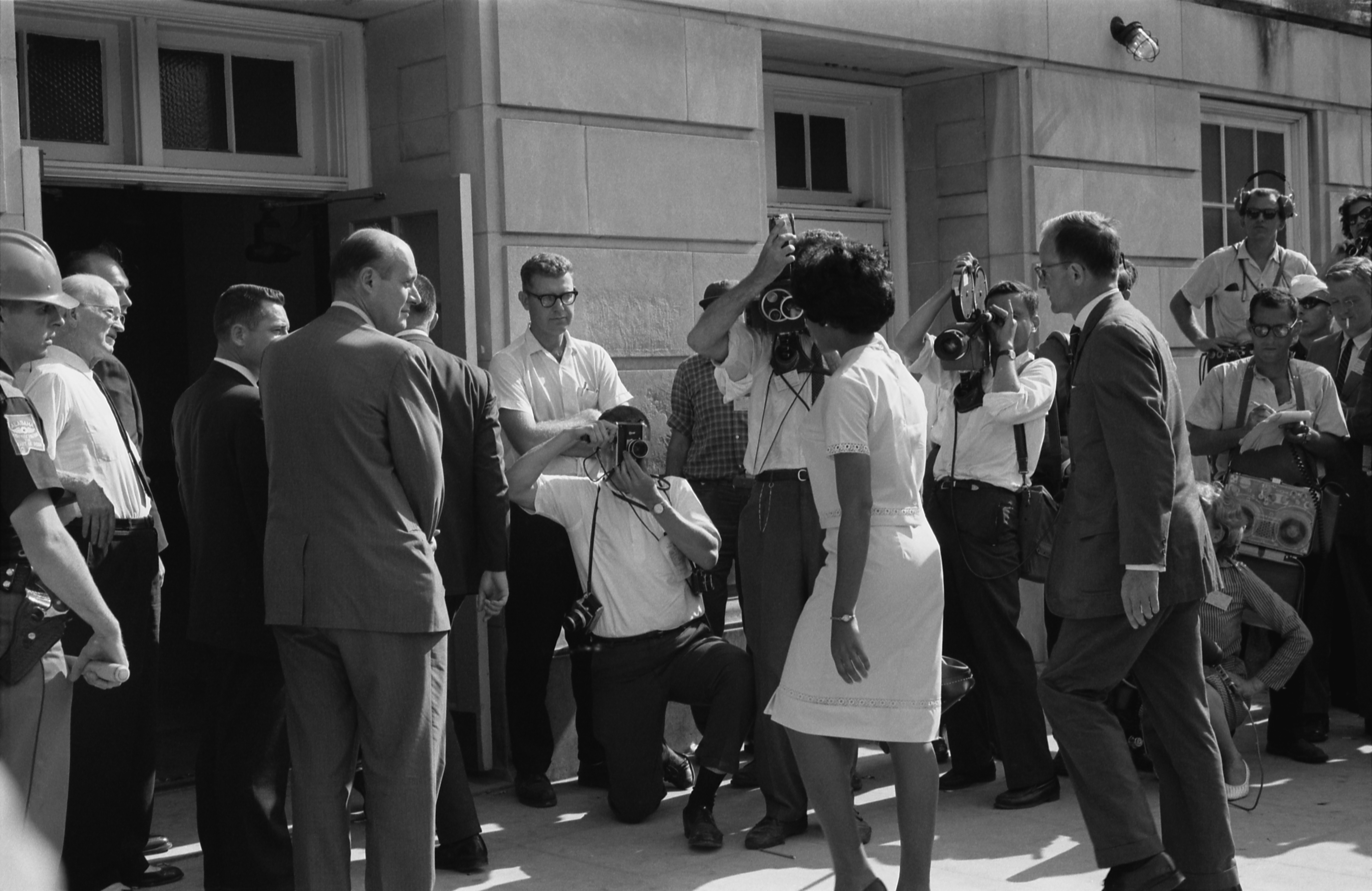
Vivian Malone Jones bei der Ankunft am Foster Auditorium, um sich an der University of Alabama registrieren zu lassen

Als Stand in the Schoolhouse Door bezeichnet man ein Ereignis vom 11. Juni 1963 am Foster Auditorium der University of Alabama. George Wallace, der Gouverneur Alabamas, stellte sich demonstrativ in die Tür des Auditoriums, um den beiden afroamerikanischen Studenten Vivian Malone Jones und James Hood den Zugang zu verwehren. Wallace versuchte damit, symbolisch das Versprechen einzuhalten, das er bei seinem Amtsantritt gegeben hatte, nämlich die „Segregation jetzt, die Segregation morgen und die Segregation auf ewig“ beizubehalten und die Desegregation der Schulen aufzuhalten.
Durch den Zwischenfall erlangte George Wallace die Aufmerksamkeit der gesamten Nation.

## Hintergrund
Am 17. Mai 1954 gab der Supreme Court of the United States der Klage Brown v. Board of Education of Topeka statt, in der die Kläger sich darauf beriefen, dass in öffentlichen Schulen die Rassentrennung im Unterricht zwischen Kindern der Schwarzen und Kindern der Weißen verfassungswidrig sei.
Nach diesem Urteil hätte die Rassentrennung an der University of Alabama aufgehoben werden müssen. In den Folgejahren bewarben sich Hunderte von Afroamerikanern um Zulassung zum Studium an der Universität, sie wurden jedoch alle abgewiesen. Die Universität arbeitete mit der Polizei zusammen, um abqualifizierende Gründe zu finden, oder, falls das nicht gelang, die Bewerber einzuschüchtern. 1963 jedoch bewarben sich drei Afroamerikaner mit makellosen Qualifikationen, Vivian Malone Jones, Dave McGlathery und James Hood, die allen Einschüchterungsversuchen widerstanden. Anfang Juni 1963 wies ein Bundesrichter an, die drei als Studenten zuzulassen, und untersagte Gouverneur Wallace die Einmischung.

## Der Zwischenfall
Am 11. Juni kamen Malone und Hood an, um sich einzuschreiben. Gouverneur Wallace versuchte einerseits, sein Versprechen einzuhalten, andererseits eine politische Show zu inszenieren, indem er unter den Augen der Medien den Eingang zum Foster Auditorium persönlich versperrte. Dann forderte Deputy Attorney General Nicholas Katzenbach, der von Federal Marshals begleitet wurde, Wallace auf, zur Seite zu treten. Wallace schnitt Katzenbach jedoch das Wort ab und weigerte sich. Stattdessen hielt er eine Rede über die Rechte der US-Bundesstaaten. Katzenbach telefonierte mit dem US-Präsidenten John F. Kennedy, woraufhin dieser Einheiten der Alabama National Guard zum Ort des Geschehens befahl. General Henry Graham sagte zu Wallace: „Sir, es ist meine traurige Aufgabe, Sie im Namen des Präsidenten der Vereinigten Staaten aufzufordern, beiseite zu treten.“ Wallace sprach zwar weiter, bewegte sich aber schließlich doch.

## Filme
- Der Zwischenfall wird in einer Szene des Filmes Forrest Gump aufgegriffen, in der Forrest Gump am Ort des Geschehens erscheint, digital in eine Original-Filmaufnahme der Medien hineinkopiert.[6][7]
- Wallace ist eine US-amerikanische Filmbiografie von John Frankenheimer aus dem Jahr 1997.
- Der Dialog zwischen Wallace und Katzenbach wird im Dokumentarfilm Vier kleine Mädchen von Spike Lee gezeigt.